# Wilczyce (Legnica)
Pour les articles homonymes, voir Wilczyce.
Wilczyce est une localité polonaise de la gmina de Krotoszyce, située dans le powiat de Legnica en voïvodie de Basse-Silésie.